# Euphoresia caviventris
Euphoresia caviventris är en skalbaggsart som beskrevs av Louis Burgeon 1942. Euphoresia caviventris ingår i släktet Euphoresia och familjen Melolonthidae. Inga underarter finns listade i Catalogue of Life.